# 1673 van Houten
Az 1673 van Houten (ideiglenes jelöléssel 1937 TH) a Naprendszer kisbolygóövében található aszteroida. Karl Wilhelm Reinmuth fedezte fel 1937. október 11-én, Heidelbergben.